# Pseudoregma pendleburyi
Pseudoregma pendleburyi är en insektsart. Pseudoregma pendleburyi ingår i släktet Pseudoregma och familjen långrörsbladlöss. Inga underarter finns listade i Catalogue of Life.